# Metal hurlant

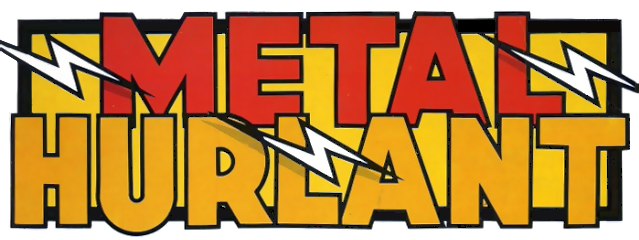
Métal hurlant 标志.

《Métal Hurlant》 即 “金属咆哮”（Screaming Metal）的意思，是一本法国的科幻与惊险题材的漫画杂志，于1974年12月由漫画家Jean Giraud （就是世界闻名的莫比乌斯/Mœbius/Moebius) 和Philippe Druillet 加上记者Jean-Pierre Dionnet与财政主管Bernard Farkas创刊。这四个人一起以“Les Humanoïdes Associés”（即人形联盟“United Humanoids”）而闻名，后来组建出版公司的时候就以这个名字命名。后来这个杂志发行美国出版，名字是《Heavy Metal》。当出版人Leonard Mogel 注册美国版的时候他选择了重新命名，然后这本美国版杂志在1977年4月正式发行，光滑全彩封面每月一刊，翻译原载《Métal Hurlant》的漫画，作者包括Enki Bilal， Jean Giraud （也就是 Moebius)）， Philippe Druillet， Milo Manara和Philippe Caza。